# Walferdange
Walferdange (luxemburgués: Walfer, alemán: Walferdingen) es una comuna y un pueblo de Luxemburgo. Está situado al norte de la ciudad de Luxemburgo.
En 2001, el pueblo de Walferdange, que está situado en el centro de la comuna con su nombre, tenía una población de 728 habitantes. Los otros pueblos dentro de esta comuna son Helmsange y Bereldange.
La comuna de Walferdange was se formó el 1 de enero de 1851, cuando se separó de la comuna de Steinsel. La ley para la formación de Walferdange fue aprobada el 25 de noviembre de 1850.

## Historia
Aunque la comuna inició su existencia en 1851, existen evidencias de asentamientos prehistóricos así como restos de una gran villa romana. El acueducto subterráneo de Raschpëtzer, un acueducto subterráneo cerca de Helmsange que fue construido en el siglo I a. C. durante la ocupación romana. Se dice que es el viaje de agua más largo al norte de los Alpes. La iglesia de Walferdange se construyó entre 1845 y 1852; las principales características de su fachada clásica son dos grandes estatuas del Père Kolbe y Thérèse de Lisieux, añadidas posteriormente. Antes de la unificación de la comuna, e incluso antes de que esta iglesia fuera construida, era la religión la que aunaba los esfuerzos de los pueblos de Heisdorf, Helmsange, Bereldange, y Walferdange.
El reconocimiento de Walferdange como un pueblo importante vino en 1850, cuando el príncipe Enrique de los Países Bajos, hermano de Guillermo III de los Países Bajos, escogió Walferdange para establecer su residencia.

## Walferdange hoy
Algunos puntos de interés son la villa romana y el acueducto subterráneo, el palacio de Walferdange, y el castillo de Walferdange. Este último fue asignado al Gran Duque Adolfo de acuerdo a la constitución, cercano a la residencia de Estado. As an engaged vinificación, servía vino de su propia producción a sus invitados. El palacio fue más tarde desalojado por la Gran familia Ducal. El palacio residencia alberga ahora la Facultad de Idiomas y Literatura, Humanidades, Artes y Ciencias Sociales de la Universidad de Luxemburgo.

## Transporte en Walferdange
Es posible llegar a Walferdange por tren, por la carretera nacional N7, y en diversas líneas de autobús.
La comuna tiene también su propio servicio de minibus conocido como "Walfy".

## Localidades hermanadas
- Schmitshausen, Alemania

- Longuyon, Francia
- Limaña, Italia